# El dinosaure
El dinosaure és un microrelat de l'escriptor Augusto Monterroso publicat com a part del llibre "Obres completes (i altres contes)" el 1959. És considerat un dels relats més curts mai escrits en llengua castellana.
El peculiar conte es compon únicament de la frase següent:
| « | "Cuando despertó, el dinosaurio todavía estaba allí" (Quan va despertar, el dinosaure encara hi era) | » |

Aquest simple enunciat constitueix un microrelat, probablement el més cèlebre de tots els publicats per Monterroso al llarg de la seva carrera. El dinosaure va ser considerat com el relat més curt en llengua castellana fins a la publicació el 2005 de L'emigrant, del mexicà Luis Felipe Lomelí.